# Walter Núñez
Walter Claudio Núñez (Tacuarendí, 13 de febrero de 2003) es un futbolista argentino que se desempeña como delantero por la izquierda, aunque también puede desempeñarse de centrodelantero. Actualmente juega en el Montevideo City Torque de la Segunda División Profesional de Uruguay.

## Trayectoria

### Ferro Carril Oeste
Se formó en las divisiones juveniles del Club Ferro Carril Oeste de Argentina, firmó su primer contrato como profesional el 21 de mayo del 2022 con una duración de tres años hasta el 31 de diciembre del 2025. Un día después de su firma fue convocado a la delegación que jugaría contra Atlético de Rafaela quedando, finalmente, fuera del banco. Su debut en primera se daría a la fecha siguiente en el partido de local contra Club y Biblioteca Ramón Santamarina el 29 de mayo del 2022, ingresando desde el banco de suplentes en el entretiempo en lugar de Fernando Márquez. En la siguiente fecha, disputada el 4 de junio, ante las lesiones de Enzo Díaz y de Fernando Márquez tuvo su debut como titular contra Estudiantes de Caseros en la victoria 2 a 1 del club de Caballito, en el minuto 6 convirtió su primer gol para abrir el marcador. En agosto el equipo de reserva se consagra campeón, si bien para este momento ya se encontraba dentro del equipo titular de primera, Walter formó parte del plantel siendo uno de los goleadores.

## Estadísticas
Actualizado al 08 de abril de 2024

| Ferro Carril Oeste Argentina                                                | 2.ª           | 2022          | 21 | 1 | 1 | 0 | — | — | 22 | 1 | 0.05 |
| Ferro Carril Oeste Argentina                                                | 2.ª           | 2023          | 22 | 0 | — | — | — | — | 22 | 0 | 0    |
| Ferro Carril Oeste Argentina                                                | 2.ª           | 2024          | 1  | 0 | — | — | — | — | 1  | 0 | 0    |
| Ferro Carril Oeste Argentina                                                | Total         | Total         | 44 | 1 | 1 | 0 | 0 | 0 | 45 | 1 | 0.02 |
| Montevideo City Torque · Uruguay                                            | 2.ª           | 2024          | 3  | 0 | — | — | — | — | 3  | 0 | 0    |
| Montevideo City Torque · Uruguay                                            | Total         | Total         | 3  | 0 | 0 | 0 | 0 | 0 | 3  | 0 | 0    |
| Total carrera                                                               | Total carrera | Total carrera | 47 | 1 | 1 | 0 | 0 | 0 | 48 | 1 | 0.02 |
| (1) La copa nacional se refiere a la Copa Argentina y Supercopa Argentina . |               |               |    |   |   |   |   |   |    |   |      |